# Savojci
Savojci so pripadniki dinastije Savoia, ki je ena od najstarejših kraljevskih družin v Evropi, saj segajo začetki njene zgodovine v leto 1003. Višek pomembnosti je dosegla v devetnajstem stoletju kot vladajoča hiša Kraljevine Italije. S proglasitvijo Italijanske republike 1946 se zaključi obdobje vladanja in pomembnosti dinastije.

## Zgodovina
Za ustanovitelja dinastije se šteje Umberto I. Savojski (tudi Umberto I. Beloroki), od katerega izhaja glavna veja, ki je dala grofe, vojvode in sardinskega kralja. Stranskih vej je kar deset, od katerih je najpomembnejša veja Carignano, ki je dala kralja Italije. 
Zgodovinsko najpomembnejši Savojci so sledeči:
Umberto I. tudi Beloroki (1003–1047/48), Amadej I. (1048–1051/56), Otto (1051/56–1060), Peter I. (1060–1078), Amadej II. (1060–1080), Umberto II. (1080–1103), Amadej III. (1103–1148), Umberto III. (1148–1189), Tomaž (1189–1233), Amadej IV. (1233–1253), Bonifacij (1253–1263), Peter II. (1263–1268), Filip I. (1268–1285), Amadej V. (1285–1323), Edvard (1323–1329), Aimone (1329–1343), Amadej VI. (1343–1383), Amadej VII. (1383–1391), Amadej VIII. (1391–1416), petnajsti vojvoda Savoje in sedemnajsti kralj Sardinije. 
Sledijo:
- Viktor Amadej II. (1666-1732), petnajsti vojvoda Savoje in sedemnajsti kralj Sardinije
- Karel Felice (1765-1831), dvaindvajseti kralj Sardinije, zadnji predstavnik glavne veje dinastije
- Viktor Emanuel II. (1820-1878), štiriindvajseti kralj Sardinije in prvi kralj Italije
- Umberto II. (1904-1983), četrti kralj Italije

## Nasledstvena pravica na prestolu Italije
Republiška ustava je preklicala vse plemiške naslove in pravice in s tem je bila nasledstvena linija Savojcev dejansko prekinjena. Dinastija je po prehodu iz monarhije v republiko (1946) izgubila pravico do vladanja in bivanja v Italiji, a ne naslova. Naslov kralja je Umbertu II. ostal do smrti, ko je prešel na sina Viktorja Emanuela, ki bi v primeru obnove kraljevine postal kralj Viktor Emanuel IV. Seveda je ta možnost le teoretična, saj sta leta 2002 Viktor Emanuel in njegov sin Emanuel Filibert prisegla zvestobo republiki Italiji in njenim predstavnikom, kar je bila nepreklicna odpoved dinastičnim pravicam. Zanimivo je, da se še danes razpravlja, če sta s tem izgubila tudi naslov kralja ali ne. 
Razen tega je treba upoštevati tudi stari savojski zakon iz leta 1780, ki prepoveduje poroko z neplemiško osebo. Ker je Viktor Emanuel poročen z Marino Doria, ki pred poroko ni imela plemiških naslovov, bi bil torej po savojskem zakonu izključen iz nasledstvene linije. V tem primeru bi naslov kralja pripadel njegovemu bratrancu Amadeju Savojskem iz stranske veje Savoja-Aosta. 

## Odnosi z Republiko
Republiška ustava je leta 1947 uredila odnose s Savojci v treh "tranzitornih" odločbah:
- Pripadniki in nasledniki Savojske hiše nimajo volilne pravice in ne morejo vršiti javnih služb.
- Bivšim kraljem Savojske hiše, njihovim soprogam in njihovim moškim potomcem je prepovedan vstop in bivanje na državnem ozemlju.
- Imetje bivših kraljev Savojske hiše, njihovih soprog in njihovih moških potomcev na državnem ozemlju je državna last. Lastniški prepisi in kraljeve zemljiške pravice, ki so nastali po 2. juniju 1946, so neveljavni.

Leta 1987 je Državni svet dovolil vstop v Italijo bivši kraljici Mariji José Savojski, v kolikor vdova in ne več soproga bivšega kralja.
Leta 2002 je ustavni zakon 1/2002 zaključil "tranzitornost" prvih dveh odločb iz leta 1947 s preklicem prepovedi.
Leta 2007 so Savojci predložili republiškemu predsedniku zahtevo po odškodnini za izgon, v višini 260 milijonov evrov. Kasneje je bila zadeva zamrznjena, čeprav se zahteva opira na Evropsko konvencijo o človekovih pravicah, ki med drugim prepoveduje izgon in je bila podlaga nekaterim drugim zahtevam, ki so bile sprejete. 